# Matthew Patrick (homme politique)
Pour les articles homonymes, voir Matthew Patrick (homonymie).
Matthew John Patrick est un homme politique du Parti travailliste britannique qui est député de Wirral West depuis 2024.

## Biographie
Il est né et grandit à Birkenhead, Merseyside, Angleterre.
Il est auparavant membre travailliste du conseil municipal de Wirral (en) de 2013 à 2018 et est considéré comme faisant partie de l'aile centriste du Parti travailliste.
Lors des élections générales de 2024, il est élu député de Wirral West avec 23 156 voix (46,4 %) et une majorité de 9 998 sur le candidat conservateur arrivé en deuxième position.
Il est juif et prête serment à Charles III sur la Torah lors de l'ouverture officielle du Parlement,.